# مارك أندرسون (لاعب كرة قدم)
مارك أندرسون (بالإنجليزية: Mark Anderson)‏ (13 فبراير 1989 بدورهام، إنجلترا في المملكة المتحدة - ) هو لاعب كرة قدم بريطاني في مركز الوسط. لعب مع نادي شمال كارولاينا وBaton Rouge Capitals ‏ وFort Lauderdale Strikers (2006–2016) ‏.

## وصلات خارجية
- مارك أندرسون على موقع قاعدة بيانات كرة القدم.إي يو (الإنجليزية)